# Stazione di Regi Lagni
La stazione di Regi Lagni era una fermata ferroviaria posta sulla linea Alifana bassa. Era situata nei pressi di un ponte su un canale dei Regi Lagni, situato sulla strada statale 7 Via Appia, vicino al cavalcavia della odierna ferrovia Roma-Napoli ad alta velocità, al confine tra i comuni di Teverola e Santa Maria Capua Vetere.

## Storia
La fermata venne attivata il 30 marzo 1913 insieme alla tratta ferroviaria da Napoli a Capua (Alifana bassa).
Nel secondo dopoguerra, a causa della crescente urbanizzazione dell’hinterland napoletano il servizio ferroviario non risultava più adeguato alle esigenze; pertanto il 20 febbraio 1976 l’esercizio venne sospeso, in previsione della costruzione di una nuova linea metropolitana corrente più ad est.

## Strutture e impianti
Dopo la chiusura della linea e con i lavori per la costruzione della nuova linea metropolitana, della fermata non sono più presenti tracce, mentre il ponte è ancora visibile.